# Université Pierre et Marie Curie
Uniwersytet Piotra i Marii Curie (fr. Université Pierre et Marie Curie, skrót UPMC) – wyższa szkoła techniczna w Paryżu, członek założyciel stowarzyszenia PRES Uniwersytetów Sorbońskich oznaczony jako Paryż VI. Specjalizuje się w naukach technicznych, przyrodniczych i medycynie. Zlokalizowany w kampusie Jussieu, w Dzielnicy Łacińskiej, na lewym brzegu Sekwany. Jeden z największych uniwersytetów pedagogicznych i medycznych we Francji i Europie. Kształcił ponad 30 000 studentów, w tym ponad 8000 na studiach podyplomowych.

## Historia
Uniwersytet utworzony został w 1971, w wyniku podziału Uniwersytetu Paryskiego, jako główny spadkobierca Wydziału Nauk tej uczelni. Kampus uniwersytecki Jussieu powstawał w latach 50. i 60. XX wieku. W 1968 doszło do podziału Wydziału Nauk Uniwersytetu Paryskiego na mniejsze jednostki. W 1971 ustanowiono oficjalnie Uniwersytet Paryż VI, specjalizujący się w naukach technicznych, przyrodniczych i medycynie. W 1974 uniwersytet otrzymał imię wybitnych uczonych Piotra i Marii Curie, co przyczyniło się do wzrostu jego prestiżu. W 2008 uniwersytet dołączył do stowarzyszenia Uniwersytetów Paryskich, zmieniając swoje logo i dodając w nazwie uniwersytetu nazwę stowarzyszenia. Dwa lata później stowarzyszenie zostało rozwiązane i przekształcone w PRES (pôle de recherche et d'enseignement supérieur), Uniwersytety Sorbońskie.
1 stycznia 2018 Uniwersytet Paryż VI stał się częścią Sorbony.
Do likwidacji uniwersytet należał do największych uczelni pedagogicznych i medycznych w Paryżu i w Europie (w niektórych sondażach wymieniany jako najlepszy we Francji). W ocenie AWRU drugi we Francji i 42 na świecie.

## Struktura
Uniwersytet składał się z siedmiu wydziałów: chemicznego, inżynieryjnego, matematycznego, medycznego, fizycznego nauk o życiu, nauk o ziemi oraz środowiska i biotechnologii. 
W strukturze uniwersytetu funkcjonowała również Szkoła Inżynierska (Polytech Paris UPMC), Instytut Astrofizyczny, Instytut Henri Poincaré oraz kilka innych jednostek. 
ISUP, najlepsza szkoła statystyki we Francji, funkcjonowała na wydziale matematycznym.

## Współpraca międzynarodowa
Uniwersytet prowadził bardzo szeroką współpracę międzynarodową. Jest członkiem takich organizacji jak UNICA (Network of Universities from the Capitals of Europe), LERU (League of European Research Universities), EUA (European University Association) oraz TASSEP (Transatlantic Science Student Exchange Programme). Prowadzona współpraca obejmuje zarówno obszary badawcze (realizacja projektów międzynarodowych) jak i dydaktyczne (wymiana studentów). Uniwersytet prowadził także współpracę z krajami rozwijającymi się, takimi jak Liban, Syria, Wietnam oraz kraje północnej Afryki.

## Sławni absolwenci
Uniwersytet ukończyło wiele wybitnych postaci. Kilkanaście z nich (wliczając absolwentów Wydziału Nauki i Wydziału Medycyny Uniwersytetu Paryskiego) uhonorowanych zostało Nagrodą Nobla. Wśród nich byli między innymi:
- Françoise Barré-Sinoussi
- Claude Cohen-Tannoudji
- Pierre-Gilles de Gennes
- Maurice Allais
- François Jacob
- Irène Joliot-Curie
- Louis de Broglie
- Emmanuelle Charpentier

oraz patronujący uniwersytetowi Maria Skłodowska i Piotr Curie.